# Кубок России по баскетболу 2002/2003
2-й Кубок России по баскетболу среди мужских команд — проводился с 21 ноября 2002 г. по 30 марта 2003 года под эгидой РФБ.

## Формат
Все стадии турнира прошли по олимпийской системе. Команды низших дивизионов начали борьбу за трофей с 1 этапа (стадия 1/128 финала), команды Суперлиги А – со стадий 1/8 и 1/4 финала (с четвертьфинала в борьбу вступили команды, занявшие места с 1 по 4-е в прошлогоднем чемпионате).
«Финал 4-х» прошел в Екатеринбурге с 29 по 30 марта в ДС Профсоюзов. 29 марта в 13:00 по московскому времени начался полуфинальный матч УНИКС - Химки, в 18:00 – Урал-Грейт - ЦСКА. Между этими встречами в 17:00 состоялась торжественная церемония открытия турнира. 30 марта в 13:00 местный ЕврАз сыграл со сборной клубов, уступивших в 1/2 финала. В 15:00 прошли конкурсы по броскам сверху, трёхочковым броскам и соревнование капитанов (в каждом из конкурсов приняли участие по 5 человек: по одному от команд-полуфиналистов и от ЕврАза). Финальный матч начался в 16:00. Матч за 3-е место не проводился.

## Предварительный этап
Первым указан хозяин площадки, в случае с 2-раундовым противостоянием – хозяин первого матча.

### 1/128 финала
- РБН (Москва) – Дизелист (Маркс) — 46:114 (7:26, 13:27, 12:30, 14:31)
- Ясенево (Москва) – БК Тольятти — 0:20
- Динамо-Теплострой (Челябинск) – ЦСК ВВС-СГЭА-Самара 2 — 110:82 (24:18, 26:22, 32:22, 28:20)
- БК Краснодар – Динамо-АГУ (Майкоп) — 128:87 (21:4, 32:20, 38:31, 37:32)
- Бизоны (Мытищи) – УНИКС-2 (Казань) — 81:98 (16:22, 12:23, 25:25, 28:28)
- Конти (Санкт-Петербург) – Северсталь (Череповец) — 105:90 (33:21, 17:24, 27:27, 28:18)
- Университет-Факел (Киров) – Ставрополь-Пограничник — 81:88 (25:21, 20:25, 21:20, 15:22)

Источник: 

### 1/64 финала
- Дизелист (Маркс) – Купол-Антей (Ижевск) — 69:98 (22:26, 8:33, 22:17, 17:22)
- Тольятти – Витязь (Рязань) — 74:81 (16:25, 22:16, 23:20, 13:20)
- Динамо-Теплострой (Челябинск) – Союз (Заречный) — 80:83 1ОТ (21:21, 20:20, 16:15, 16:17, 7:10)
- БК Краснодар – Темп-СУМЗ (Ревда) — 91:96 (20:25, 24:30, 31:17, 16:24)
- Спартак-ВГУЭС (Владивосток) – Саха-Якутия (Якутск) — 97:55 (20:12, 25:17, 21:13, 31:13)
- УНИКС-2 (Казань) – НБА-Сети НН — 92:69 (17:12, 25:15, 20:17, 30:25)
- Конти (Санкт-Петербург) – Автодор-Альянс (Саратов) — 20:0 (техническое поражение из-за неявки)[2]
- Ставрополь-Пограничник – Старый Соболь (Нижний Тагил) — 20:0

Источник: 

### 1/32 финала
- Купол-Антей (Ижевск) – Динамо-Автодор (Волгоград) — 20:0, 20:0 (отказ 2-й команды)
- Витязь (Рязань) – Динамо (Москва) — 87:96 (26:25, 13:22, 25:22, 23:27), 86:99 (19:31, 21:30, 21:10, 25:28)
- Союз (Заречный) – Университет (Сургут) — 83:70 (16:14, 25:15, 16:20, 26:21), 66:84 (16:20, 13:21, 15:16, 22:27)
- Темп-СУМЗ (Ревда) – Металлург-Университет (Магнитогорск) — 91:82 (28:20, 21:26, 20:19, 22:17), ???
- Спартак-ВГУЭС (Владивосток) – Локомотив (Новосибирск) — 65:56 (16:11, 19:13, 16:16, 14:16), 49:60 (7:23, 8:12, 16:11, 18:14)
- УНИКС-2 (Казань) – ЕврАз (Екатеринбург) — 78:106 (19:29, 18:25, 21:25, 20:27), 45:90 (14:28, 11:19, 4:22, 16:21)
- Конти (Санкт-Петербург) – Арсенал (Тула) — 105:82 (26:12, 23:22, 26:10, 30:38), 88:91 (23:21, 20:22, 21:26, 24:22)
- Ставрополь-Пограничник – Енисей (Красноярск) — 52:74 (11:24, 14:16, 13:20, 14:14), 79:97 (22:30, 20:26, 15:24, 21:17)

Результат 2-го ответного матча между ТЕМП-СУМЗ и Металлургом неизвестен.
Источник: , , .

### 1/16 финала
Ревдинский ТЕМП-СУМЗ и магнитогорский Металлург за проведение двух матчей в один день (4 января в Ревде) были исключены из розыгрыша Кубка России. Согласно регламенту, обеим командам засчитаны поражения и наложены штрафы в размере 500 у.е. (долларов США). Комиссар матча Арсланов дисквалифицирован до конца сезона, а старший судья Охрименко — на 1 месяц. Таким образом, сургутский Университет досрочно пробился в 1/8 финала.
- Купол-Антей (Ижевск) – Динамо (Москва) — 75:90 (23:33, 19:16, 16:19, 17:22), 79:91 (19:16, 25:23, 17:29, 18:23)
- Университет (Сургут) – Темп-СУМЗ (Ревда) / Металлург-Университет (Магнитогорск) — соперники Университета дисквалифицированы
- Локомотив (Новосибирск) – ЕврАз (Екатеринбург) — 90:88 (22:22, 22:27, 16:23, 30:16), 69:84 (28:23, 11:23, 13:12, 17:26)
- Енисей (Красноярск) – Конти (Санкт-Петербург) — 79:91 (20:31, 18:17, 16:19, 25:24), 80:102 (18:34, 22:19, 16:22, 24:27)

Источник:  (недоступная ссылка), , , 

### 1/8 финала
В связи с материальными проблемами питерский Спартак отказался от участия в Кубке России и, согласно регламенту, был оштрафован.
- Динамо (Москва) – ЦСК ВВС-Самара — 99:84 (25:23, 16:21, 24:18, 34:22), 100:84 (23:23, 20:19, 34:19, 23:23)
- Университет (Сургут) – ЦСКА — 48:97 (15:25, 9:19, 14:32, 10:21), 64:100 (16:24, 19:23, 12:27, 17:18)
- ЕврАз (Екатеринбург) – Спартак (СПб) — 20:0, 20:0
- Химки – Конти (Санкт-Петербург) — 113:82 (31:22, 30:26, 27:19, 25:15), 92:85 (20:23, 14:27, 31:16, 27:19)

Источник: , , , , 

### 1/4 финала
- Динамо (Москва) – Урал-Грейт (Пермь) — 81:98 (31:36, 10:13, 24:20, 16:29), 68:100 (18:20, 13:20, 17:35, 20:25)
- Автодор (Саратов) – ЦСКА — 57:102 (23:25, 13:32, 8:26, 13:19), 51:98 (8:25, 13:18, 12:26, 18:29)
- УНИКС (Казань) – ЕврАз (Екатеринбург) — 88:68 (22:25, 23:12, 15:20, 28:11), 89:80 (20:26, 20:18, 20:23, 29:13)
- Химки – Локомотив (Минеральные Воды) — 90:87 (27:21, 18:22, 27:24, 18:20), 95:87 (26:32, 22:25, 25:17, 22:13)

Источник: , , , , 

## Финал 4-х

### Полуфиналы
- Урал-Грейт (Пермь) – ЦСКА — 71:83 (15:21, 19:24, 24:16, 13:22)
- УНИКС (Казань) – Химки — 97:82 (31:20, 21:20, 28:20, 17:22)

### Показательный матч
- ЕврАз (Екатеринбург) – Сборная клубов России — 93:96

Сборная клубов России состояла из игроков Урал-Грейта и Химок.

### Конкурсы
Сразу после показательного матча были подведены итоги конкурса групп поддержки. Победила танцевальная команда Урал-Грейта, которой было доверено украсить финал. Конкурс 3-очковых выиграл Дамир Мршич из УНИКСа. Организаторы приготовили публике сюрприз: допустили к состязанию дальнобойщиков нападающую местного УГМК Елену Баранову. Любимица болельщиков Екатеринбурга начала с трех попаданий подряд, но в финал все-таки не попала. В конкурсе бросков сверху судьи не оценили оригинальность Александра Манихина (Урал-Грейт), который реализовал свою первую попытку ... с натянутой на голову майкой. Николаю Падиусу из ЦСКА (он вогнал мяч в корзину двумя руками, предварительно развернувшись к щиту спиной) выставили максимально высокие оценки, но вторую попытку армеец смазал. 1-е место досталось Андрею Орешкову (ЕврАз).

### Финал
- ЦСКА – УНИКС (Казань) — 81:82 1ОТ (20:18, 15:25, 27:18, 10:11, 9:10)

Источник:  (недоступная ссылка), 